# Pithanotaria starri
La pitanotaria (Pithanotaria starri) è un mammifero pinnipede estinto, appartenente agli otariidi. Visse nel Miocene superiore (circa 10 - 7 milioni di anni fa) e i suoi resti fossili sono stati ritrovati in Nordamerica.

## Descrizione
Questo animale è noto solo per alcuni fossili incompleti; l'olotipo è costituito da un'impronta nella diatomite di uno scheletro parziale di un individuo immaturo, e conserva solo alcune informazioni anatomiche. Altri reperti attribuiti alla stessa specie hanno lo stesso grado di conservazione. In ogni caso, Pithanotaria doveva essere un otariide di piccole dimensioni, lungo solo un metro e trenta, e possedeva uno scheletro già simile a quello delle otarie attuali. Pithanotaria era caratterizzato da denti premolari e molari a doppia radice e dalla corona semplice, dalla perdita del secondo molare superiore e del metaconide. 

## Classificazione
Pithanotaria è considerato uno dei membri più arcaici della famiglia degli otariidi, anche se i depositi in cui sono stati ritrovati i suoi fossili sono relativamente recenti. Pithanotaria starri venne descritto per la prima volta nel 1925 da Kellogg, sulla base di resti fossili ritrovati in California nei pressi di Lompoc. Un altro otariide arcaico è Eotaria, ancor più antico e primitivo.